# Trượt băng tốc độ cự ly ngắn tại Thế vận hội Mùa đông 2018 - 5000 mét tiếp sức nam
Nội dung 5000 mét tiếp sức nam của môn Trượt băng tốc độ cự ly ngắn tại Thế vận hội Mùa đông 2018 diễn ra vào ngày 13 và 22 tháng 2 năm 2018 tại Gangneung Ice Arena ở Gangneung, Hàn Quốc.

## Kỷ lục
Trước giải đấu, các kỷ lục thế giới và Olympic như sau.
| Kỷ lục thế giới | Hoa Kỳ · Keith Carroll · J. R. Celski · Thomas Hong · John-Henry Krueger   | 6:29.052 | Thượng Hải, Trung Quốc | 12 tháng 11 năm 2017 |
| Kỷ lục Olympic  | Nga · Viktor Ahn · Semion Elistratov · Vladimir Grigorev · Ruslan Zakharov | 6:42.100 | Sochi, Nga             | 21 tháng 2 năm 2014  |

Có hai kỷ lục Olympic được thiết lập.
| Ngày       | Vòng        | Tên                                                      | Quốc gia | Thời gian | Kỷ lục | Nguồn |
| ---------- | ----------- | -------------------------------------------------------- | -------- | --------- | ------ | ----- |
| 13 tháng 2 | Bán kết 2   | Hwang Dae-heon Kim Do-kyoum Kwak Yoon-gy Lim Hyo-jun     | Hàn Quốc | 6:34.510  | OR     | [ 2 ] |
| 22 tháng 2 | Chung kết 2 | Shaoang Liu Shaolin Sándor Liu Viktor Knoch Csaba Burján | Hungary  | 6:31.971  | OR     | [ 3 ] |

## Kết quả

### Bán kết
Bán kết diễn ra ngày 13 tháng 2.
QA – lọt vào chung kết A
QB – lọt vào chung kết B
PEN – bị phạt
| Hạng | Bán kết | Quốc gia   | Tên                                                                          | Thời gian | Ghi chú |
| ---- | ------- | ---------- | ---------------------------------------------------------------------------- | --------- | ------- |
| 1    | 1       | Trung Quốc | Wu Dajing Han Tianyu Ren Ziwei Xu Hongzhi                                    | 6:36.605  | QA      |
| 2    | 1       | Canada     | Samuel Girard Charles Hamelin Charle Cournoyer Pascal Dion                   | 6:41.042  | QA      |
| 3    | 1       | Kazakhstan | Denis Nikisha Nurbergen Zhumagaziyev Abzal Azhgaliyev Yerkebulan Shamukhanov | 6:47.727  | QB      |
|      | 1       | Hà Lan     | Sjinkie Knegt Daan Breeuwsma Itzhak de Laat Dennis Visser                    |           | PEN     |
| 1    | 2       | Hàn Quốc   | Hwang Dae-heon Kim Do-kyoum Kwak Yoon-gy Lim Hyo-jun                         | 6:34.510  | QA, OR  |
| 2    | 2       | Hungary    | Shaoang Liu Shaolin Sándor Liu Viktor Knoch Csaba Burján                     | 6:34.866  | QA      |
| 3    | 2       | Hoa Kỳ     | J. R. Celski John-Henry Krueger Thomas Hong Aaron Tran                       | 6:36.867  | QB      |
| 4    | 2       | Nhật Bản   | Keita Watanabe Ryosuke Sakazume Kazuki Yoshinaga Hiroki Yokoyama             | 6:42.655  | QB      |

### Chung kết

#### Chung kết B (phân hạng)
| Hạng | Quốc gia   | Tên                                                                          | Thời gian | Ghi chú |
| ---- | ---------- | ---------------------------------------------------------------------------- | --------- | ------- |
| 5    | Hoa Kỳ     | J. R. Celski John-Henry Krueger Thomas Hong Aaron Tran                       | 6:52.708  |         |
| 6    | Kazakhstan | Denis Nikisha Nurbergen Zhumagaziyev Abzal Azhgaliyev Yerkebulan Shamukhanov | 6:52.791  |         |
| 7    | Nhật Bản   | Keita Watanabe Ryosuke Sakazume Kazuki Yoshinaga Hiroki Yokoyama             | 7:02.554  |         |

#### Chung kết A (tranh huy chương)
Chung kết diễn ra vào ngày 22 tháng 2.
| Hạng | Quốc gia   | Tên                                                        | Thời gian | Ghi chú |
| ---- | ---------- | ---------------------------------------------------------- | --------- | ------- |
| 1    | Hungary    | Shaoang Liu Shaolin Sándor Liu Viktor Knoch Csaba Burján   | 6:31.971  | OR      |
| 2    | Trung Quốc | Wu Dajing Han Tianyu Xu Hongzhi Chen Dequan                | 6:32.035  |         |
| 3    | Canada     | Samuel Girard Charles Hamelin Charle Cournoyer Pascal Dion | 6:32.282  |         |
| 4    | Hàn Quốc   | Seo Yi-ra Kim Do-kyoum Kwak Yoon-gy Lim Hyo-jun            | 6:42.118  |         |